# The Mindsweep
The Mindsweep è il quarto album in studio del gruppo musicale britannico Enter Shikari, pubblicato nel gennaio 2015.
Nonostante non abbia avuto un debutto commerciale impattante come quello del precedente A Flash Flood of Colour, l'album è stato acclamato dalla critica, ottenendo ottimi voti da recensori di tutto il mondo. In particolare, ha ottenuto il massimo del punteggio dalle riviste Alternative Press e Kerrang!.
È stato giudicato dalla maggior parte dei critici come il miglior album degli Enter Shikari, che sono stati descritti dal sito britannico NME come «un gruppo adatto a far uscire dalla propria apatia politica le persone».
Il disco conferma le sonorità adottate dagli Enter Shikari nei loro precedenti album Common Dreads e A Flash Flood of Colour, ma in una nuova forma definita più sperimentale e più equilibrata, ispirata e innovativa in termini di sonorità e di argomentazione dei testi, che li vede nuovamente impegnati sia in ambito sociale che politico.

## Produzione

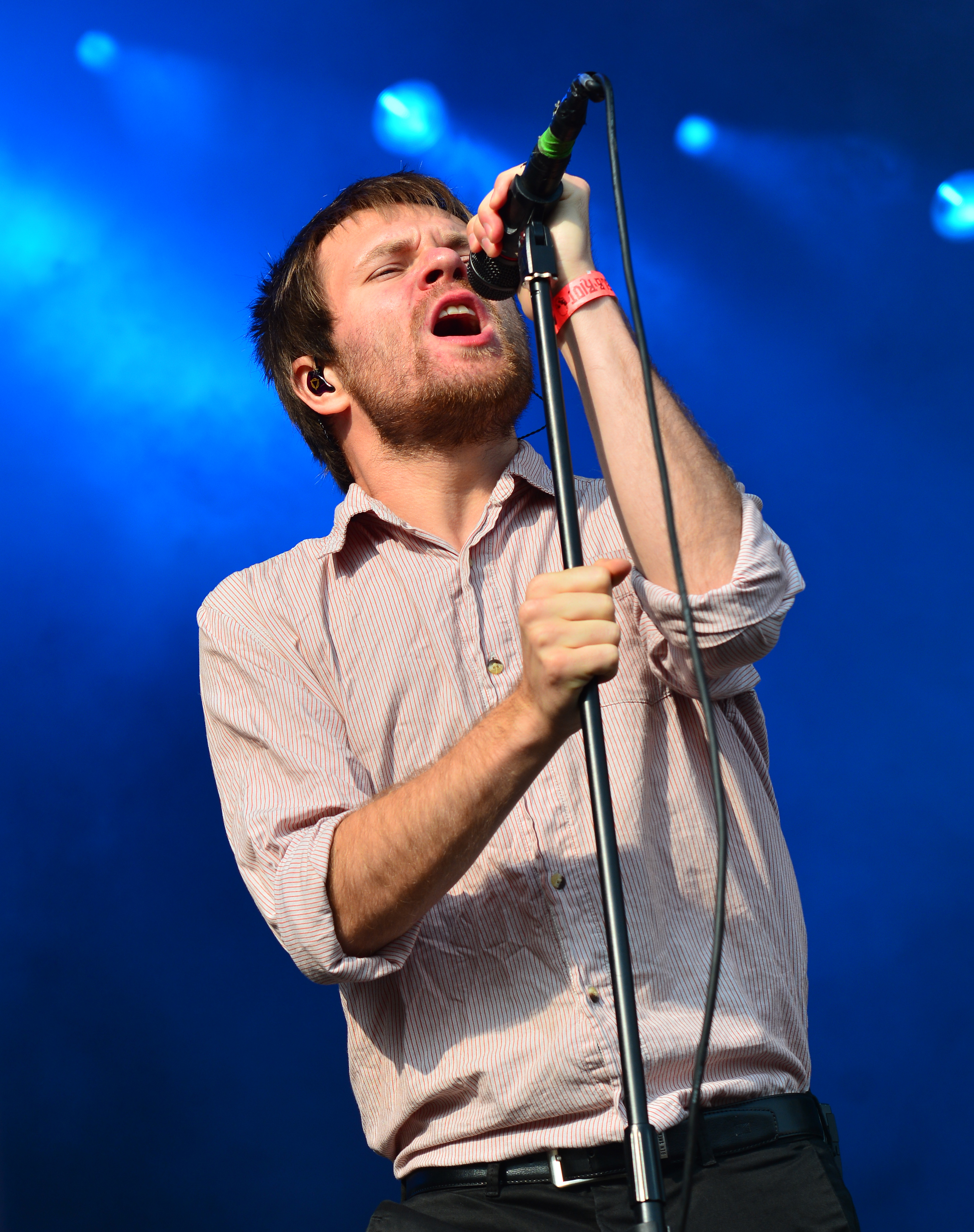
Rou Reynolds, cantautore, tastierista e chitarrista degli Enter Shikari, è autore di tutti i testi dei brani della band

### Registrazione
Le prime parole del cantante Rou Reynolds sull'album sono state: 
In un'intervista a Kerrang!, Rou Reynolds ha dichiarato che, quando si sono trovati in difficoltà nel scegliere quale brano sarebbe dovuto entrare a far parte dell'album, hanno creato dei grafici dove veniva misurata, secondo la band, la durezza e la sperimentazione presente in ognuna delle canzoni candidate; quella che risultava più diversa dalle altre veniva scelta, così da favorire la diversità tra ogni traccia e far sì che l'album potesse contenere tutto ciò facente parte dello spettro musicale della band.
Le tracce dell'album sono state tutte registrate e prodotte nel Lincolnshire dagli Enter Shikari e da Dan Weller (con il quale la band collabora dal 2010) e missate da Jeremy Wheatley a Londra.

### Stile e tematiche
The Mindsweep è stato definito dalla critica l'album più sperimentale degli Enter Shikari: oltre al classico sound electronicore della band frutto dell'unione di post-hardcore e heavy metal con musica elettronica, infatti, sono ampiamente utilizzati anche altri strumenti orchestrali come strumenti ad arco e a fiato. Tuttavia sono ugualmente presenti, come nelle precedenti produzioni della band, forti influenze drum and bass, dubstep e hip hop.

Parlando dello stile adottato nel disco in un'intervista del sito italiano SpazioRock, Reynolds ha dichiarato: 
Le tematiche delle canzoni proposte da Reynolds, autore dei testi, seguono quelle dei precedenti album della band, con testi incentrati principalmente sulla protesta contro l'abuso di potere e la corruzione e sulla denuncia di problemi attuali come il surriscaldamento globale e la crisi delle banche. Nelle canzoni The One True Colour e Never Let Go of the Microscope vengono anche affrontati temi relativamente inediti per la band quali la religione e la scienza.

### Titolo e copertina

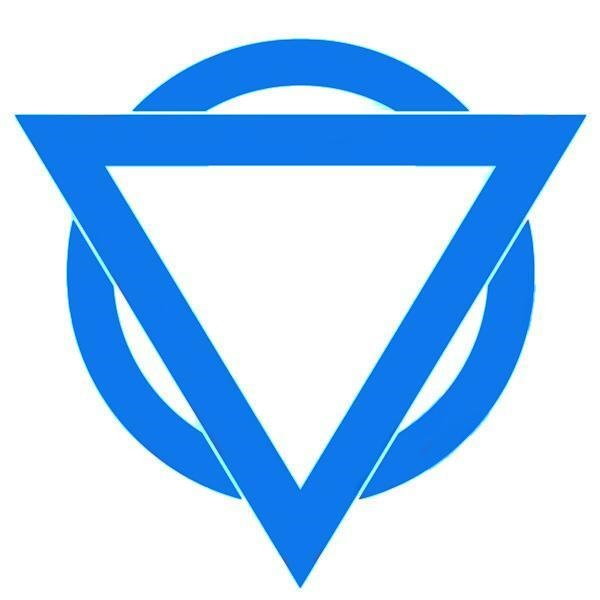
Il simbolo degli Enter Shikari, presente anche nella copertina di The Mindsweep

In un'intervista per AbsolutePunk Rou Reynolds ha raccontato che inizialmente il titolo dell'album avrebbe dovuto essere The Appeal and the Mindsweep, poi accorciato in quello attuale perché ritenuto troppo "pieno di disperazione", in contrasto con il messaggio ottimistico e spronante dell'album. Il termine "Mindsweep", secondo Reynolds, si riferisce a: 
La copertina, realizzata dal grafico Luke Insect, consiste nella sagoma di una testa umana di profilo, con la sua sinapsi blu che si interconnette al simbolo della band in essa contenuto.

### Edizioni
L'uscita di The Mindsweep è stata ufficialmente annunciata l'8 ottobre 2014. Tra le diverse edizioni rese disponibili per l'acquisto, le edizioni con DVD contengono il sesto volume della raccolta ufficiale di bootleg della band, Live in St. Petersburg, Russia (il primo ad essere prodotto unicamente in formato DVD), a cui è stato aggiunto, nell'edizione deluxe comprendente l'LP e limitata a 1 000 copie, un DVD bonus contenente i concerti della band al Woodstock Festival e al Download Festival del 2013. Nelle versioni iTunes e giapponese dell'album viene aggiunta la traccia bonus Slipshod, con l'aggiunta (solo nella versione giapponese) dei tre singoli contenuti nell'EP del 2013 Rat Race come ulteriori tracce bonus.
A pubblicare l'album, oltre all'Ambush Reality (etichetta indipendente fondata dalla band nel 2006), sono la Hopeless Records negli Stati Uniti, la Hostess Entertainment in Giappone, la Liberator Records in Australia e la PIAS Recordings in Europa. Mentre tutte le altre etichette hanno già pubblicato tutti i precedenti album degli Enter Shikari nei rispettivi paesi, la Hopeless è alla seconda collaborazione con la band, avendo pubblicato negli Stati Uniti il precedente album in studio A Flash Flood of Colour, del 2012.

## Promozione

### Anticipazioni, singoli e videoclip
Ad anticipare l'album è stato pubblicato il singolo The Last Garrison, che ha fatto il suo debutto sulle radio britanniche il 20 ottobre 2014. Successivamente è stato anche reso disponibile su YouTube l'audio integrale del brano Never Let Go of the Microscope, il 26 novembre 2014, seguito il 15 dicembre dalla pubblicazione di un video musicale animato di Slipshod, traccia bonus delle versioni iTunes e giapponese dell'album.
Il 5 gennaio 2015 viene pubblicato il secondo singolo estratto dall'album, Anaesthetist, accompagnato anch'esso da un video musicale. Il 12 gennaio, esattamente una settimana dopo (e una settimana prima della sua pubblicazione nel Regno Unito) viene reso disponibile per lo streaming sul sito ufficiale degli Enter Shikari l'intero album. L'11 maggio 2015 esce il video ufficiale di Torn Apart, poi pubblicato come singolo promozionale l'8 giugno successivo. Il 3 agosto viene invece pubblicato un video animato per There's a Price on Your Head, posto come sequel a quello pubblicato per Slipshod nel dicembre precedente.

### Tour

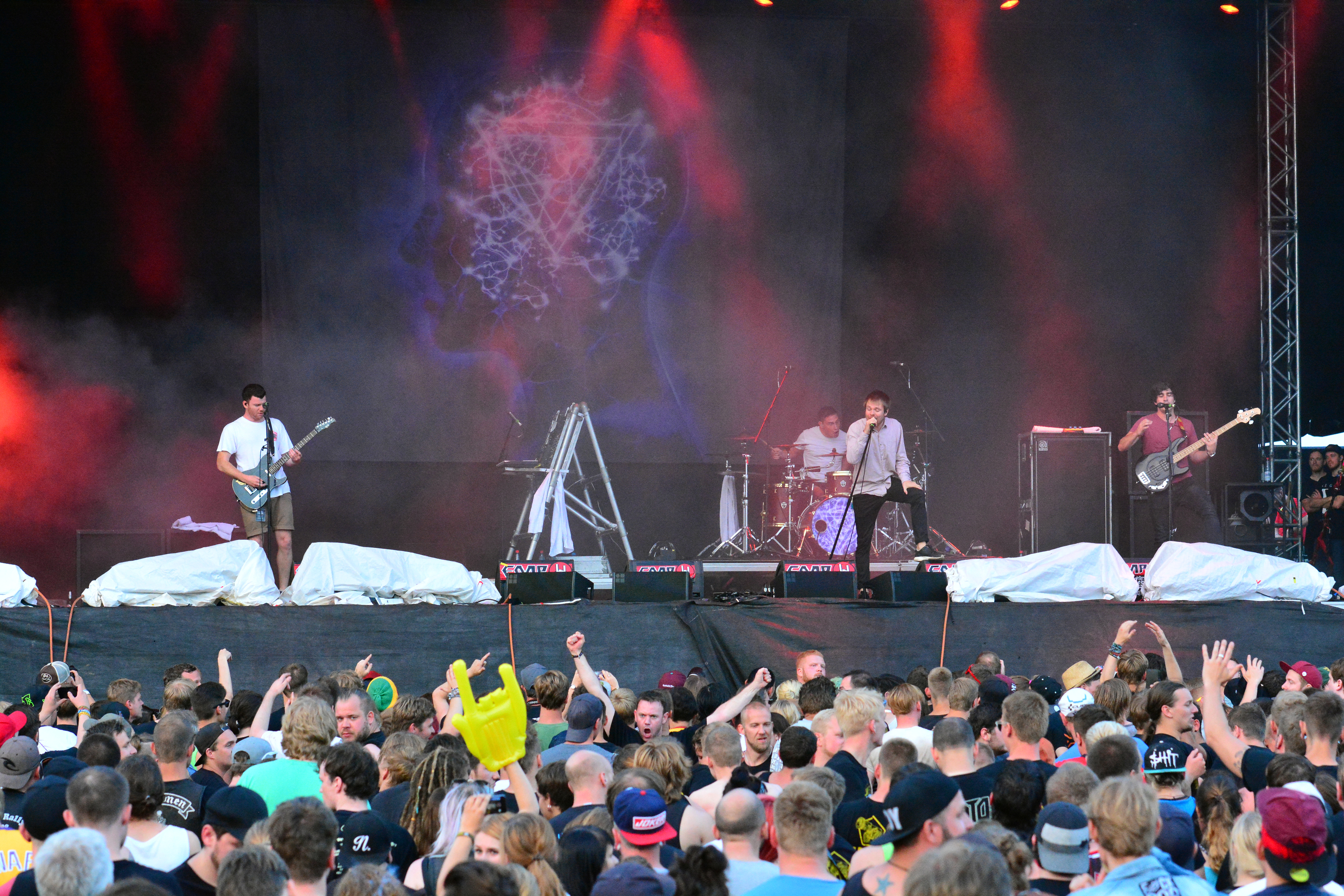
Gli Enter Shikari durante la loro esibizione al Reload Festival 2015; da sinistra verso destra: Rory Clewlow, Rob Rolfe, Rou Reynolds, Chris Batten

A partire da gennaio 2015, la band ha dato inizio al suo The Mindsweep Tour, con numerose date nel Regno Unito e nelle principali città europee. A marzo e ad aprile si sono invece spostati oltremare, con due mesi di date in tutti gli Stati Uniti d'America e 5 date nella seconda metà di maggio in Australia. L'estate 2015 li vede nuovamente in Europa protagonisti di numerosi festival, tra cui il Download, il Rock am Ring, il Reading and Leeds, l'Heineken Jammin' e il T in the Park. In autunno continuano il loro tour da headliner nei paesi centrali e più a est dell'Europa, non toccati dalla prima parte del tour europeo a inizio anno, per poi tornare nel febbraio 2016 nel Regno Unito in occasione del primo "Arena Tour" della loro carriera. Nella primavera 2016 si tengono le ultime date del tour, divise tra le principali nazioni d'Europa e il Nord America.

### Versioni alternative
Alla ripubblicazione digitale del singolo Anaesthetist, avvenuta il 23 marzo 2015, gli è stato aggiunto un remix del brano a opera del DJ britannico Koven. There's a Price on Your Head è stato invece riarrangiato in una versione jazz dalla band alter ego degli Enter Shikari, i Jonny & The Snipers (già autori di una versione jazz del singolo del 2010 Destabilise), per la quale viene realizzato anche un video ufficiale.

#### The Mindsweep: Hospitalised
Il 18 agosto 2015 viene annunciata, per il 30 ottobre dello stesso anno, la pubblicazione di The Mindsweep: Hospitalised, un album di remix contenente tutte le tracce di The Mindsweep remixate da artisti appartenenti alla Hospital Records, della quale Rou Reynolds è un dichiarato sostenitore: 
L'idea non nacque subito dopo aver finito il disco, ma dopo averne parlato più volte i membri del gruppo si sono trovati d'accordo nel voler portare avanti il progetto, coinvolgendo anche la Hospital.

## Accoglienza

### Giudizio della critica
| Recensione           | Giudizio |
| -------------------- | -------- |
| All Things Loud      |          |
| Alternative Press    |          |
| Bring the Noise      |          |
| ContactMusic         |          |
| DIY Magazine         |          |
| Drowned in Sound     |          |
| Gigwise              |          |
| Hysteria Magazine    |          |
| Hit the Floor        |          |
| Kerrang!             |          |
| Mind Equals Blown    |          |
| NME                  |          |
| New Noise Magazine   |          |
| Nouse                |          |
| Q                    |          |
| Rock Sins            |          |
| SpazioRock           |          |
| Sputnikmusic         |          |
| The Garden Statement |          |

Ancora prima della sua pubblicazione ufficiale l'album è stato accolto con numerose recensioni positive. Emma Younger di Hit the Floor, per via della diversità stilistica e l'ingegnosità della band ha definito The Mindsweep una «creazione artistica immensamente importante, un album che porta la consapevolezza sociale ad altezze neurologiche che mettono alla prova i confini creativi più di qualsiasi altra band che abbia il coraggio di farlo». Luke Beardsworth di Drowned in Sound l'ha nominato come il miglior album della band, descrivendolo come «gli Enter Shikari al massimo della loro ispirazione e consistenza». La rivista britannica NME, pur trovando l'album flessibile e ispirato e il suo messaggio politico e sociale potente e appassionato, ha definito quest'ultimo difficile da seguire tra le varie tracce a causa dello stile musicale troppo «estremo» adottato. Ha comunque recensito positivamente il disco, assegnandogli un voto di 7/10. Brenton Harris del sito australiano Music Feeds l'ha definito «un disco ambizioso, appassionato e portatore di un messaggio sociale essenziale di un gruppo che rifiuta di giocare secondo le regole di nessuno», in modo simile a Giulia Franceschini del sito italiano SpazioRock, che l'ha giudicato come «completo e ambizioso», citando l'«anima confusionaria e ibrida» della band come il veicolo vincente per far arrivare chiaro e preciso il messaggio che vuol trasmettere The Mindsweep. Come altri diversi recensori, Alternative Press ha proclamato The Mindsweep il miglior album degli Enter Shikari, assegnandogli un voto di 5 stelle su 5, stesso voto assegnatogli da Kerrang!. Ali Shutler di DIY Magazine l'ha invece definito come «il più eccitante ma allo stesso tempo frustrante album degli Enter Shikari», mentre Eleanor Langford di Nouse, pur riconoscendolo come «un capolavoro sia dal punto di vista dei testi che della tecnica», scrive che «manca di identità e ispira più confusione che rivoluzione; in alcuni momenti i suoi tentativi sembrano affannosi, e non è innovativo in confronto ai precedenti lavori degli Enter Shikari».
Oltre ai diversi stili combinati insieme e ai testi, è stata lodata anche la performance vocale del cantante Rou Reynolds e quella alla chitarra di Rory Clewlow. Alcuni critici, infine, in certi brani hanno notato l'influenza di artisti stilisticamente differenti tra loro come System of a Down, Radiohead, Rage Against the Machine, The Prodigy e, nelle parti più orchestrali, Igor Stravinskij. Anche la copertina è stata giudicata positivamente, venendo descritta come "intelligente" e coerente con i temi dell'album.
Agli AIM Awards 2015 ha vinto, come A Flash Flood of Colour tre anni prima, il premio come miglior album indipendente dell'anno.

### Successo commerciale
The Mindsweep ha debuttato al sesto posto della Official Albums Chart britannica, diventando il terzo album della band a debuttare nella top 10 della classifica, ma senza riuscire a superare nessuno dei suoi due predecessori (Take to the Skies e A Flash Flood of Colour, entrambi alla quarta posizione, rispettivamente, nel 2007 e nel 2012). È comunque risultato l'album indipendente più venduto in quella settimana, con una somma di 14 952 copie vendute. Nel resto delle classifiche europee in cui si è classificato ha superato tutti i precedenti album degli Enter Shikari, eccezion fatta per il Belgio e l'Irlanda. In Australia ha raggiunto la 19ª posizione, mentre negli Stati Uniti d'America ha solo ottenuto la 166ª posizione nella Billboard 200, vendendo appena 3 900 copie nella sua prima settimana di uscita. Complessivamente, ha venduto in totale 30 000 copie in tutto il mondo nella prima settimana di febbraio 2015, oltre 10 000 in più di Common Dreads e appena poche migliaia in meno di Take to the Skies e A Flash Flood of Colour.

## Tracce
Testi di Rou Reynolds, musiche degli Enter Shikari.
1. The Appeal & the Mindsweep I – 4:50
2. The One True Colour – 3:53
3. Anaesthetist – 2:55
4. The Last Garrison – 3:42
5. Never Let Go of the Microscope – 4:02
6. Myopia – 4:10
7. Torn Apart – 3:54
8. Interlude – 0:56
9. The Bank of England – 3:23
10. There's a Price on Your Head – 2:49
11. Dear Future Historians... – 6:28
12. The Appeal & the Mindsweep II – 3:40

Traccia bonus nell'edizione di iTunes
1. Slipshod – 2:12

Bonus 2013 Singles – tracce bonus nell'edizione giapponese
1. The Paddington Frisk – 1:16
2. Rat Race – 3:17
3. Radiate – 4:32

DVD bonus nelle edizioni speciali
- Live at A2 St. Petersburg, Russia - Bootleg Series Volume 6

1. Enter Shikari
2. The Paddington Frisk
3. Sssnakepit
4. Destabilise
5. Radiate
6. Gandhi Mate, Gandhi
7. Sorry You're Not a Winner
8. Arguing with Thermometers
9. Juggernauts
10. Constellations
11. Solidarity
12. Zzzonked

- Live at Reading Festival, UK 2014

1. 2014 Intro
2. Solidarity
3. The Paddington Frisk
4. Destabilise
5. Radiate
6. Sorry You're Not a Winner
7. Gandhi Mate, Gandhi
8. Anaesthist
9. Arguing with Thermometers
10. Sssnakepit

DVD bonus nell'edizione deluxe
- Live at Woodstock, Poland 2013 - Bootleg Series Volume 6.1

1. System...
2. ...Meltdown
3. Sorry, You're Not a Winner
4. Destabilise
5. Radiate
6. Sssnakepit
7. Gandhi Mate, Gandhi
8. Juggernauts
9. Constellations
10. Quelle Surprise
11. The Paddington Frisk
12. Motherstep 2.0/Mothership
13. Zzzonked

- Live at Download Festival, UK 2013

1. System...
2. ...Meltdown
3. Sorry, You're Not a Winner
4. Destabilise
5. Radiate
6. Sssnakepit
7. Juggernauts
8. Gandhi Mate, Gandhi
9. The Paddington Frisk
10. Motherstep 2.0/Mothership
11. Arguing with Thermometers
12. Zzzonked

## Formazione
Gruppo
- Rou Reynolds – voce, pianoforte, tastiera, sintetizzatore, programmazione, tromba, arrangiamento strumenti ad arco
- Rory Clewlow – chitarra, voce secondaria
- Chris Batten – basso, voce secondaria
- Rob Rolfe – batteria, percussioni, cori

Altri musicisti
- Simon Hofmeister – cori
- Vivien Vincze – cori
- Sam Baker – cori
- Chris Graham – cori
- Ashley King of St. Albans – cori
- Alex Harman – cori
- Bill Ransom – cori
- Nick "Balls" Uperton – cori
- William Tallis – cori
- Daniel Griffin – cori
- Sam Newham – cori
- Louis Springfield – cori
- Ian Drayner – cori
- Nathan Killham – cori
- Jamie Littler – cori
- Fran Padormo – cori
- Paul Sartin – violino (tracce 2, 7, 10-12), oboe (traccia 11)
- Beth Porter – violoncello (tracce 2, 7, 10-12)
- Jackie Oates – violino (tracce 2, 7, 10-12)
- Alban Reynolds – trombone (tracce 8, 11 e 12)

Produzione
- Dan Weller – produzione
- Enter Shikari – produzione
- Tim Morris – ingegneria del suono, produzione aggiuntiva (traccia 4)
- Jeremy Wheatley – missaggio
- Stuart Hawkes – mastering

## Classifiche
| Classifica (2015)          | Posizione massima |
| -------------------------- | ----------------- |
| Australia                  | 19                |
| Austria                    | 29                |
| Belgio (Fiandre)           | 68                |
| Belgio (Vallonia)          | 125               |
| Germania                   | 17                |
| Giappone                   | 142               |
| Irlanda                    | 59                |
| Paesi Bassi                | 26                |
| Regno Unito                | 6                 |
| Regno Unito (independent)  | 1                 |
| Regno Unito (rock & metal) | 2                 |
| Stati Uniti                | 166               |
| Stati Uniti (independent)  | 12                |
| Stati Uniti (rock)         | 16                |
| Stati Uniti (hard rock)    | 5                 |
| Svizzera                   | 66                |

## Date di pubblicazione
| Paese        | Data            | Etichetta             |
| ------------ | --------------- | --------------------- |
| Giappone     | 14 gennaio 2015 | Hostess Entertainment |
| Australia    | 16 gennaio 2015 | Liberator Music       |
| Regno Unito  | 19 gennaio 2015 | Ambush Reality        |
| Europa       | 19 gennaio 2015 | PIAS Recordings       |
| Nord America | 20 gennaio 2015 | Hopeless Records      |